# Marek Kwiatkowski (piłkarz)
Marek Kwiatkowski (ur. 21 lutego 1971 w Malborku) – polski piłkarz występujący na pozycji pomocnika oraz trener. Przygodę z piłką nożną rozpoczął w barwach MLKS Grom Nowy Staw. Następnie, po ukończeniu szkoły podstawowej i powołaniu do kadry wojewódzkiej OZPN Elbląg (junior młodszy), dalszą przygodę z futbolem kontynuował w barwach Olimpii Elbląg. Z tą juniorską drużyną zdobył srebrny medal Mistrzostw Polski (finał z Górnikiem Zabrze).
Kwiatkowski swoją profesjonalną karierę rozpoczął w Olimpii Elbląg. W 1994 piłkarz przeniósł się do Malborka gdzie rozpoczął występy w Pomezanii Malbork.
W 1997 został zauważony przez działaczy I-ligowego wówczas Stomilu Olsztyn. W trakcie ponad 5-letniej przygody z olsztyńskim zespołem rozegrał 122 mecze I-ligowe, w których dwunastokrotnie udało mu się trafić do bramki rywali. Poza Sylwestrem Czereszewskim i Pawłem Holcem, nikt nie zdołał zdobyć więcej goli dla Stomilu w ekstraklasie. Po spadku olsztyńskiej ekipy z I ligi, Kwiatkowski jeszcze przez pół roku reprezentował barwy zespołu ze stadionu przy Al. Piłsudskiego, po czym na wiosnę 2003 roku przeniósł się do IV-ligowego wówczas Mazura Ełk. Ostatnim, jak dotychczas polskim klubem w jakim grał Kwiatkowski, była Unia Tczew, której barwy reprezentował w 2004 roku. Jesienią 2005 roku, po półrocznej przerwie w grze, wyjechał do Anglii i tam reprezentował barwy zespołu Burnham FC. Następnie grał w TKP Tczew. Latem 2009 roku został grającym trenerem Gromu Nowy Staw. Karierę zawodniczą zakończył po jednym sezonie, lecz pozostał w klubie na stanowisku szkoleniowca.